# Franz Schuselka

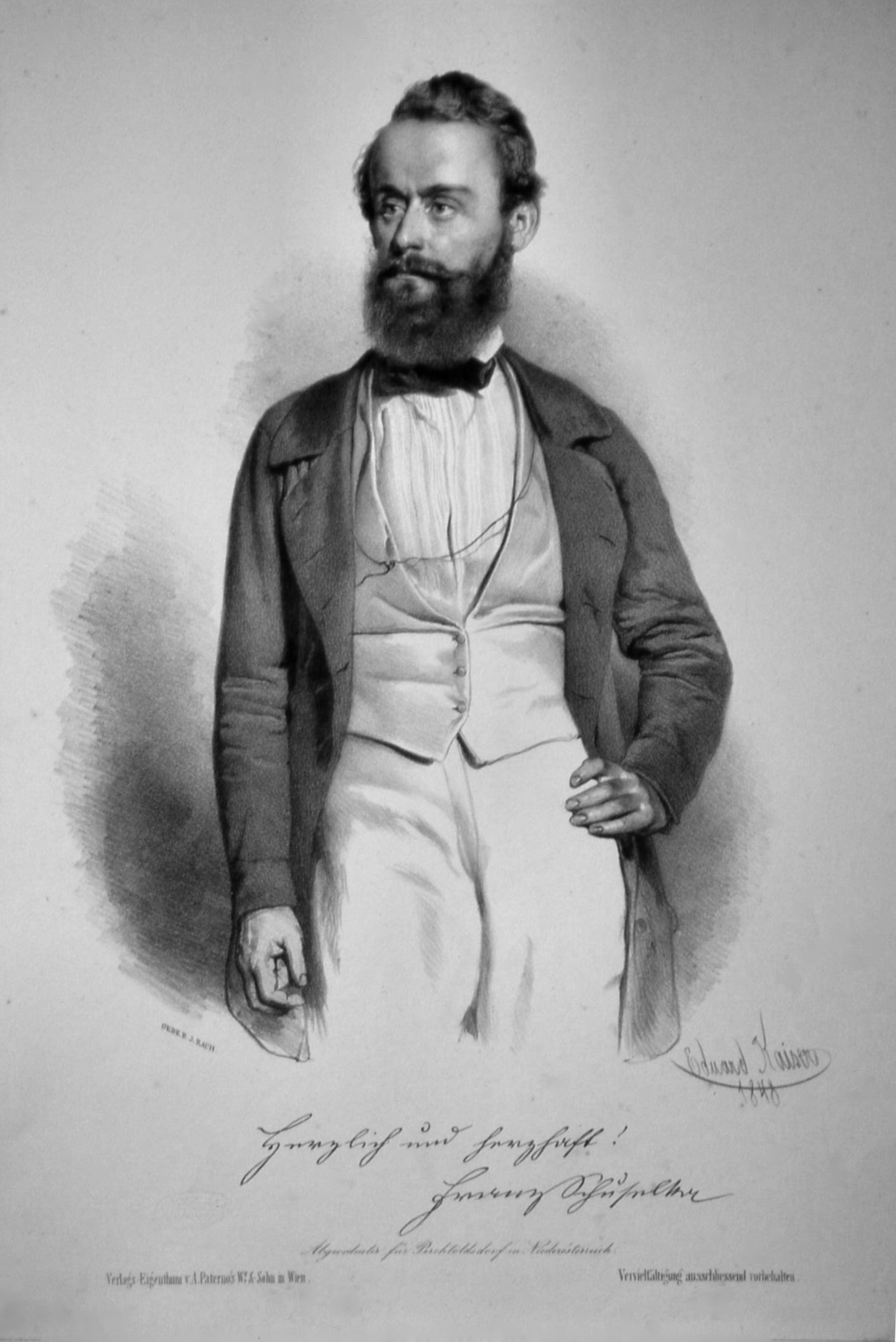
Franz Schuselka.

Franz Schuselka, född 15 augusti 1811 i Budweis, död 1 september 1886 i Gainfarn, var en österrikisk politiker och skriftställare.
Schuselka låg för sina politiska flygskrifter och uppsatser i ständig strid med censuren. Han invaldes i tyska nationalförsamlingen och i österrikiska riksdagen 1848, och anslöt sig till yttersta vänstern, men sedan han på 1860-talet övergått till federalisterna, upphörde han att spela någon politisk roll.